# Toulgoetinaclia obliquipuncta
Toulgoetinaclia obliquipuncta är en fjärilsart som beskrevs av Rothschild 1924. Toulgoetinaclia obliquipuncta ingår i släktet Toulgoetinaclia och familjen björnspinnare. Inga underarter finns listade i Catalogue of Life.